# Eindhovens Studenten Corps

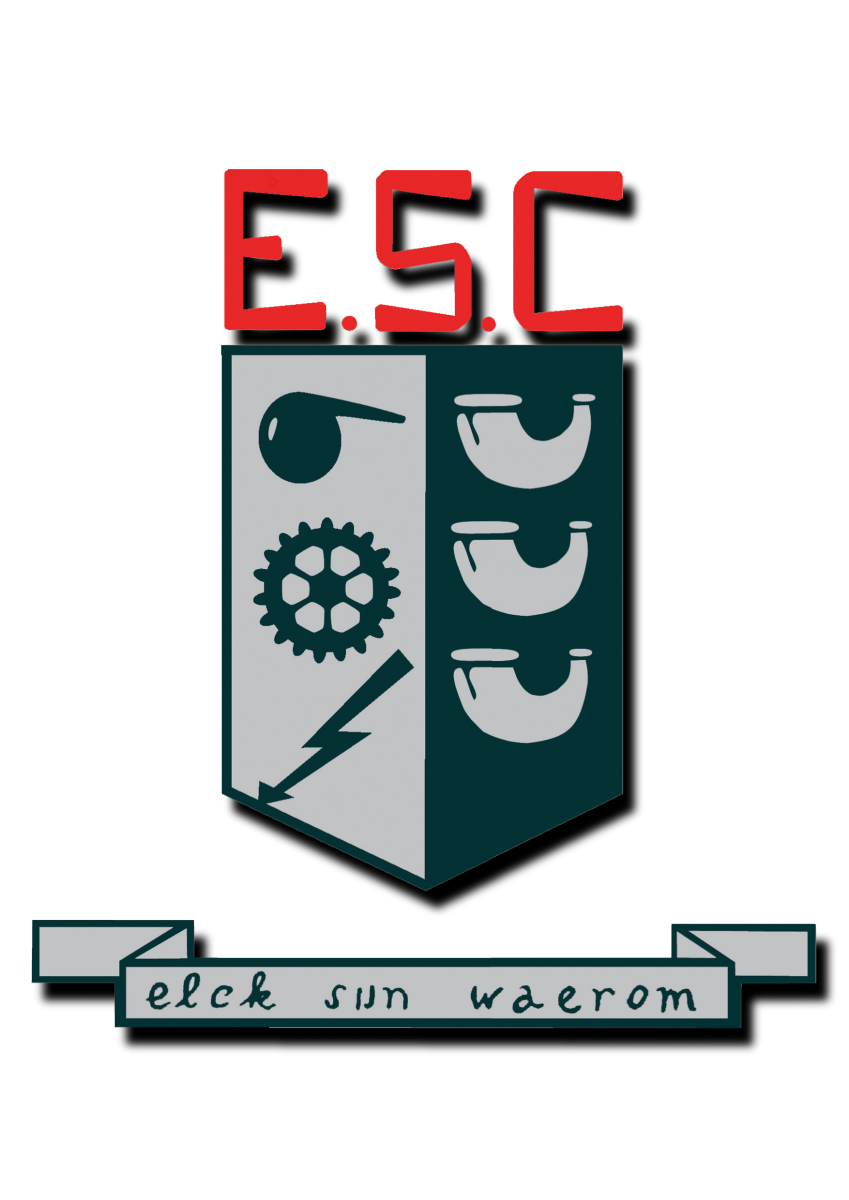
Wapen van het Eindhovens Studenten Corps

Het Eindhovens Studenten Corps (E.S.C) is een studentenvereniging in Eindhoven. Het E.S.C is opgericht op 3 september 1957 en is daarmee de oudste studentenvereniging van Eindhoven. In 2019 waren er ongeveer 450 leden. Hoewel de naam anders kan doen vermoeden is het E.S.C géén corporale vereniging zoals de corpora aangesloten bij de Algemene Senaten Vergadering.
Het wapen van het E.S.C bestaat uit een schild, dat aan de rechterzijde is opgebouwd uit drie posthoorns, die refereren aan het stadswapen van Eindhoven. De andere zijde van het schild bevat een retort, een tandwiel en een bliksemschicht. Deze drie objecten verwijzen naar de eerste drie opleidingen aan de Technische Hogeschool: respectievelijk scheikunde, werktuigbouwkunde en elektrotechniek. Onder het schild bevindt zich de Corpsspreuk "Elck syn waerom".

## Geschiedenis
Op 15 juni 1956 wordt de Technische Hogeschool Eindhoven opgericht, waarmee het de tweede technische Hogeschool van Nederland wordt, na de Technische Hogeschool in Delft. In aanloop naar het eerste collegejaar wordt op dinsdag 3 september 1957 in café ‘The Old Dutch’ het Eindhovens Studenten Corps opgericht. Twee weken later, op 19 september, opent Koningin Juliana de Technische Hogeschool officieel, en beginnen de 155 geïnaugureerde leden van het E.S.C aan het eerste studiejaar. Omdat er nog geen ouderejaars zijn die de traditionele ontgroening kunnen verzorgen voor deze eerste lichting, wordt er toenadering gezocht bij de corpora, waaronder het Delftsch Studenten Corps, dat uiteindelijk zelfs meehelpt bij het opzetten van een eigen ontgroening.
Het E.S.C vestigt zich in een monumentale villa, aan de Parklaan 62, en de eerste senaat wordt geïnstalleerd. In de beginjaren kent de vereniging een grote groei, de eerste paar jaren wordt namelijk vrijwel elke nieuwe student aan de Technische Hogeschool ook lid van de vereniging, en zo telt het Corps al gauw meer dan 800 leden. Aangezien er binnen deze grote groep studenten ook behoefte ontstaat aan sportverenigingen en verenigingen met een godsdienstig karakter, groeit het aantal onderverenigingen snel. Deze groei gaat echter gepaard met het ontstaan van een kloof tussen leden die gaan voor het traditionele verenigingsleven van een studentencorps en leden die meer waarde hechten aan de specifieke aspecten van hun ondervereniging. Het duurt dan ook niet lang voordat de eerste onderverenigingen zich afscheiden van de vereniging. Zowel studentengezelligheidsverenigingen E.S.V. Demos en SSRE als sportverenigingen , waaronder Hajraa en Thêta, hebben hun wortels als onderdeel van het Corps. Ook de jaren 60 en 70 blijven er binnen het E.S.C onderverenigingen ontstaan, die uiteindelijk groeien en verzelfstandelijken. Net zoals de andere traditionele verenigingen in de rest van Nederland, heeft het E.S.C in deze periode te kampen met tegenvallende ledenaantallen. De houding en ideeën van de op dat moment sterk veranderende maatschappij passen minder bij het gedachtegoed en de tradities van een studentenvereniging, dat als elitair wordt ervaren. Dit leidt in 1969 tot het afschaffen van de ontgroening, die tot dan toe is gebaseerd op ongelijkheid.
Met het overwaaien van de overwegend socialistische en linkse jeugdcultuur van de decennia ervoor, breekt in de jaren 80 opnieuw een periode van groei aan voor de vereniging. Onderverenigingen en genootschappen worden (her)opgericht en de meerderheid van de op dit moment bestaande disputen wordt opgericht in deze periode, ook wordt de traditionele ontgroening heringevoerd. Waar sinds de oprichting van de vereniging sommige Senaten toenadering hebben gezocht bij de Algemene Senaten Vergadering over een eventuele toetreding, verdwijnt deze ambitie eind jaren 80. Met als officiële Corpsgroet "Adelaars vliegen alleen, eenden in troepen", kiest de vereniging voor een zelfstandig pad. De daaropvolgende jaren kenmerken zich door een stabiliteit in ledenaantal, verhuisplannen en de transitie van een ontgroening naar een KMT, dat staat voor Kennismakingstijd.
Begin 2018 komt de vereniging landelijk in opspraak. Naar aanleiding van #metoo plaatst het dispuut Aleph een uitnodiging voor een carnavalsfeest online met een seksistische tekst eindigend met "De wil van de vrouw doet er #nietoe!". Het College van Bestuur van de TU/e besluit de vereniging direct haar subsidie te ontnemen en onderneemt andere stappen tegen het dispuut en het gehele E.S.C.

## Sociëteit "Ilium"

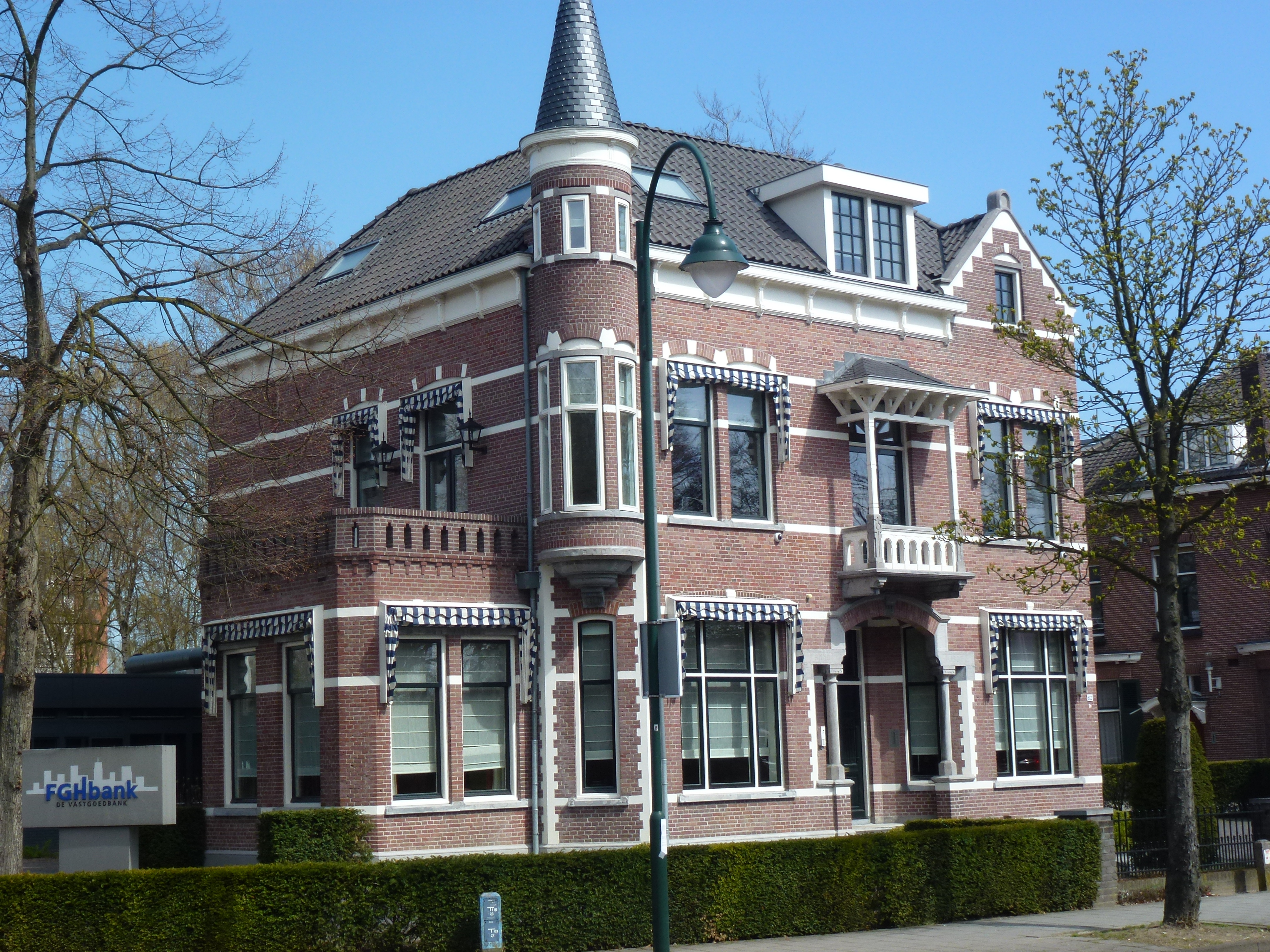
Parklaan 62, heropgebouwd na de brand van 1964

### Parklaan
Het Eindhovens Studenten Corps is sinds de oprichting gehuisvest in besloten sociëteit ‘Ilium’. Deze sociëteit was in de beginjaren gevestigd in de monumentale villa aan de Parklaan 62. In 1964 breekt er brand uit en wordt het pand samen met de in de bijgebouwen gevestigde Mensa en Algemene Ontmoetingsruimte verwoest.
Stichting Studentenvoorzieningen Eindhoven biedt een pand aan de Dommelstraat ter beschikking. In de tussentijd worden de plannen ontwikkeld voor de Bunker, die na zijn voltooiing huisvesting zal bieden aan verschillende studentenvoorzieningen.

### De Bunker
In 1970 neemt het E.S.C zijn intrede in de Bunker, samen met de andere studentenverenigingen en voorzieningen. Door wisselende ledenaantallen van het E.S.C en zijn aangrenzende verenigingen vinden er regelmatig aanpassingen plaats aan de indeling van de Bunker, waardoor de sociëteit in de loop der jaren verschillende delen van de Bunker in beslag neemt. In 1987 vindt een grote verbouwing plaats, en neemt de vereniging plaats in de Zuiderzaal van de Bunker. Het verenigingssymbool, een adelaar, doet zijn intrede in de sociëteit, en kijkt sindsdien neer op de sociëteitszaal. In de Bunker geniet de vereniging een grote vrijheid, gezien het gebouw afgelegen ligt en er weinig omwonenden zijn die overlast zouden ervaren. Toch leeft er binnen de vereniging de wens om een centraler gelegen eigen pand te bezitten, dat een meer representatieve uitstraling heeft dan de betonnen bunker.

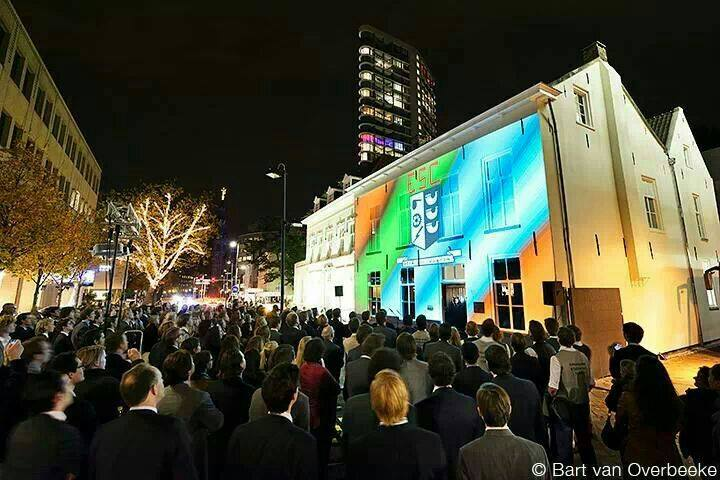
Sociëiteit "Ilium", aan de Ten Hagestraat 13, tijdens de opening na de verhuizing

### Ten Hagestraat
In 2005 wordt middels een krantenartikel in het Eindhovens Dagblad naar buiten gebracht dat het College van Bestuur van de TU/e voornemens is de Bunker in 2009 te sluiten. Het E.S.C, dat al langer de wens had te verhuizen naar een locatie in de binnenstad, beslist dat dit het moment is definitief de Bunker de rug toe te keren, en de pijlen te richten op een nieuw sociëteitsgebouw. Hoewel de Technische Universiteit Eindhoven de sluitingsdatum van de Bunker meerdere malen verlegt, schaft de vereniging in 2009 het pand aan de Ten Hagestraat 13 aan. Na een renovatie en verbouwing verhuist het E.S.C in 2013 naar dit pand, waar naast sociëteit ‘Ilium’ ook studentenkroeg ‘De Ballenbak’ wordt gevestigd, die wordt uitgebaat door leden van de vereniging. Het E.S.C is hiermee de eerste studentengezelligheidsvereniging, gevestigd in de Bunker, die een eigen pand betrekt, en de Bunker verlaat. Met de verhuizing naar dit pand, komt de lang gekoesterde wens uit om prominenter aanwezig te zijn in Eindhoven en een grotere bijdrage te kunnen leveren aan de Eindhovense (studenten)gemeenschap.

## Interne organisatie
Het dagelijks bestuur van de vereniging ligt in handen van de Senaat. Dit orgaan, dat elk collegejaar wisselt van bezetting, bestaat uit een zestal leden dat verantwoordelijk is voor de algemene leiding van de vereniging. 
Hiernaast kent de vereniging verschillende commissies, die verenigingstaken uitvoeren zoals het uitbrengen een jaarlijkse almanak, of het organiseren van de jaarlijks Introductieweek van de TU/e. Ook baat de vereniging een studentendiscotheek uit, "De Ballenbak".
Alle leden van het E.S.C zijn verdeeld over verschillende ongemengde jaarclubs. Een deel van de leden is tevens verenigd in disputen. Ook in de disputen zijn de mannen en vrouwen van elkaar gescheiden.
De vereniging kent verder verschillende onderverenigingen rond een sport of interessegebied.